# Navigatörerna
Navigatörerna är en ekumenisk kristen lekmanna-organisation som finns i 110 länder, varav i 19 länder i Europa (2004).
Organisationen grundades 1933 i USA av Dawson Trotman.
Navigatörerna introducerades i Sverige 1956 av baptistpastorn Paul Lilienberg.
Navigatörerna skapar möten mellan människor, som man kallar "mötesplatser", där man får en chans att bearbeta livs- och trosfrågor. Man arbetar med tema-, mans- och kvinnohelger kring olika teman om livet. Dessutom inspirerar man till bibelläsning för att belysa livet och kristen tro. 
Navigatörerna är en ekumenisk kristen studentrörelse som bygger på smågrupper. Inriktningen är numera mer mot yrkesverksamma människor.
I Sverige har Navigatörerna verksamhet i Stockholm, Uppsala, Västerås, Linköping, Göteborg, Herrljunga och Lund.